# Ryan Dow
Pour les articles homonymes, voir Dow.
Ryan Dow est un footballeur écossais, né le 7 juin 1991, à Dundee en Écosse. Il joue comme attaquant à Ross County. 

## Carrière en club
Avec l'équipe de Dundee United, il dispute 93 matchs en première division écossaise, inscrivant huit buts. Il joue également une rencontre en Ligue Europa.
Le 9 septembre 2016, il rejoint le club de Ross County.